# Kylklamp

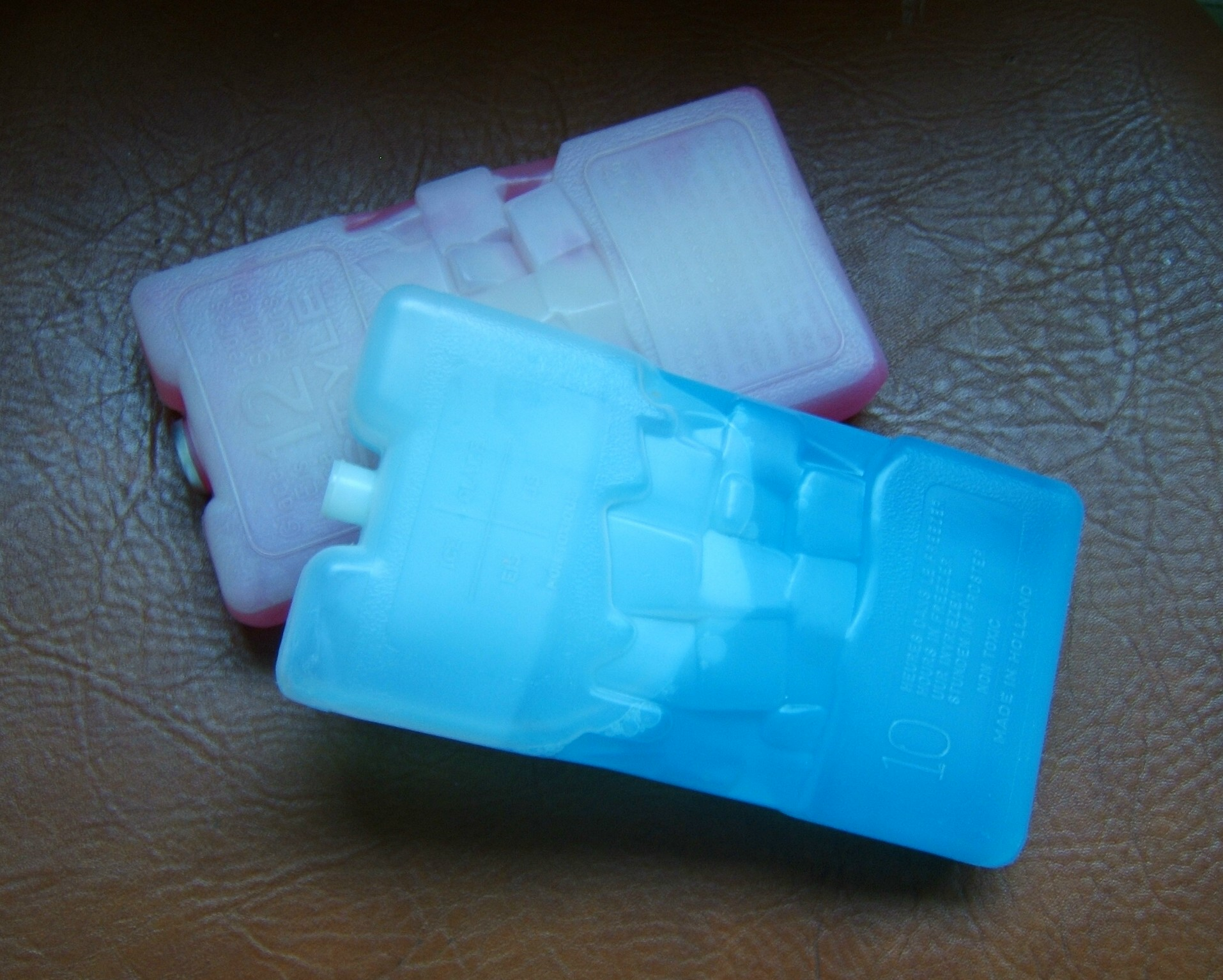
Kylklampar. Även kallat kylklabbar

En kylklamp eller mer korrekt kylklabb är en sluten plastbehållare fylld med vatten eller annan frysbar vätska. Behållaren har ofta formen av ett platt rätblock med en permanent igenpluggad öppning på ena kortsidan. Vid användning läggs kylklampen i en frysbox till dess att dess innehåll har frusit. När kylklampen är fryst används den som kylelement i en kylväska i syfte att sänka temperaturen i kylväskan och därmed kyla den mat eller dryck som förvaras däri. När kylklampen har tinat upp kan den återanvändas om den läggs i frysen igen.
I Sverige är det vanligt att man på campingplatser kan byta in upptinade kylklampar mot frysta för en avgift. Vissa butiker säljer även färdigfrysta kylklampar sommartid.